# ジョン・フランクリン (俳優)
ジョン・フランクリン（John Franklin,  1958年6月16日 - ）は、アメリカ合衆国の俳優である。

## 来歴
1959年にイリノイ州シカゴ生まれ。1983年にイリノイ大学アーバナ・シャンペーン校を卒業し、教員の資格を取得。同年にカリフォルニア州のロサンゼルスへ渡り、コマーシャルなどの媒体で役者としてのキャリアをスタート。1984年にスティーヴン・キング原作のホラー映画『チルドレン・オブ・ザ・コーン』へのオーディションを受けて合格し、大人を恐怖に陥れる田舎町の残忍な子供たちのリーダー“アイザック”役を獲得した。同作品はカルト的な人気を得て、コートニー・ゲインズと共に不気味な子供を演じたフランクリンの代表作ともなった。以降、テレビ番組やコマーシャル、映画などでキャリアを積んでいき、1990年にバリー・ソネンフェルド監督で映画化されたホラーコメディ『アダムス・ファミリー』へも出演。同作品では特殊メイクを施して、アダムス一家のいとこである毛むくじゃらのカズン・イットを演じている。また『チャイルド・プレイ』では、劇中登場するチャッキーが邪悪に変貌する前の声も担当している。

### 私生活
下垂体性矮小症を患ったため、身長が成人の平均身長よりも低く、1.52 mである。現在は映画コンベンションやファン・イベント等に顔を見せる程度で、俳優業からは半ば引退状態であり、その代わりカリフォルニア州にある高校Golden Valley High Schoolで英語の教師を務めている。

## 出演作品

### 映画
- チルドレン・オブ・ザ・コーン Children of the Corn (1984)
- The Kingdom Chums: Little David's Adventure (1986) ※テレビ映画
- エリオット・バーンズの帰還 The Man Who Broke 1,000 Chains (1987)
- A Night at the Magic Castle (1988)
- チャイルド・プレイ Child's Play (1988) ※声の出演
- パノラマン/時空少年旅行 Andy Colby's Incredible Adventure (1988)
- アダムス・ファミリー The Addams Family (1990)
- アダムス・ファミリー2 Addams Family Values (1991)
- Tammy and the T-Rex (1994)
- George B. (1997)
- タワー・オブ・テラー Tower of Terror (1997)
- ウワサの真相/ワグ・ザ・ドッグ Wag the Dog (1997)
- The Killing Grounds (1998)
- ザ・チャイルド Children of the Corn 666: Isaac's Return (1999) ※ビデオ作品
- パイソン Python (2000)
- The Christmas Secret (2000)
- Tales of a Fly on the Wall (2004)

### テレビドラマ
- Highway to Heaven (1986)
- 美女と野獣 Beauty and the Beast (1988)
- シカゴ・ホープ Chicago Hope (1996)
- スタートレック:ヴォイジャー Star Trek: Voyager (2000)